# Urszulin (Grodzisk Mazowiecki)
Pour les articles homonymes, voir Urszulin.
Urszulin (prononciation : [urˈʂulin]) est un village polonais de la gmina de Grodzisk Mazowiecki dans le powiat de Grodzisk Mazowiecki de la voïvodie de Mazovie dans le centre-est de la Pologne.
Il se situe à environ 8 kilomètres au sud-est de Grodzisk Mazowiecki (siège du powiat) et à 25 kilomètres au sud-ouest de Varsovie (capitale de la Pologne).
Le village possède approximativement une population de 120 habitants.

## Histoire
De 1975 à 1998, le village appartenait administrativement à la voïvodie de Varsovie.